# 马尔维奇诺
马尔维奇诺（義大利語：Malvicino），是意大利亚历山德里亚省的一个市镇。总面积8.64平方公里，人口97人，人口密度11.2人/平方公里（2009年）。ISTAT代码为006090。